# Kalverpassage
De Kalverpassage (voorheen Kalvertoren) is een overdekt winkelcentrum aan de Kalverstraat in Amsterdam. Het centrum heeft ingangen aan de Kalverstraat, Heiligeweg en het Singel. De Kalverpassage heeft ook een parkeergarage en een fietsenstalling.

## Rasphuis
De locatie heeft een rijk verleden: in de middeleeuwen stond er een clarissenklooster, dat in de 18e en 19e eeuw werd gebruikt als gevangenis. Amsterdammers spraken in die tijd over het ‘Rasphuis’, omdat de gevangenen hier verfhout moesten raspen.  Het entreepoortje aan de Heiligeweg herinnert nog aan deze tijd. In 1892 werd het gebouw afgebroken om plaats te maken voor het Heiligewegbad.

## Vendex Driehoek

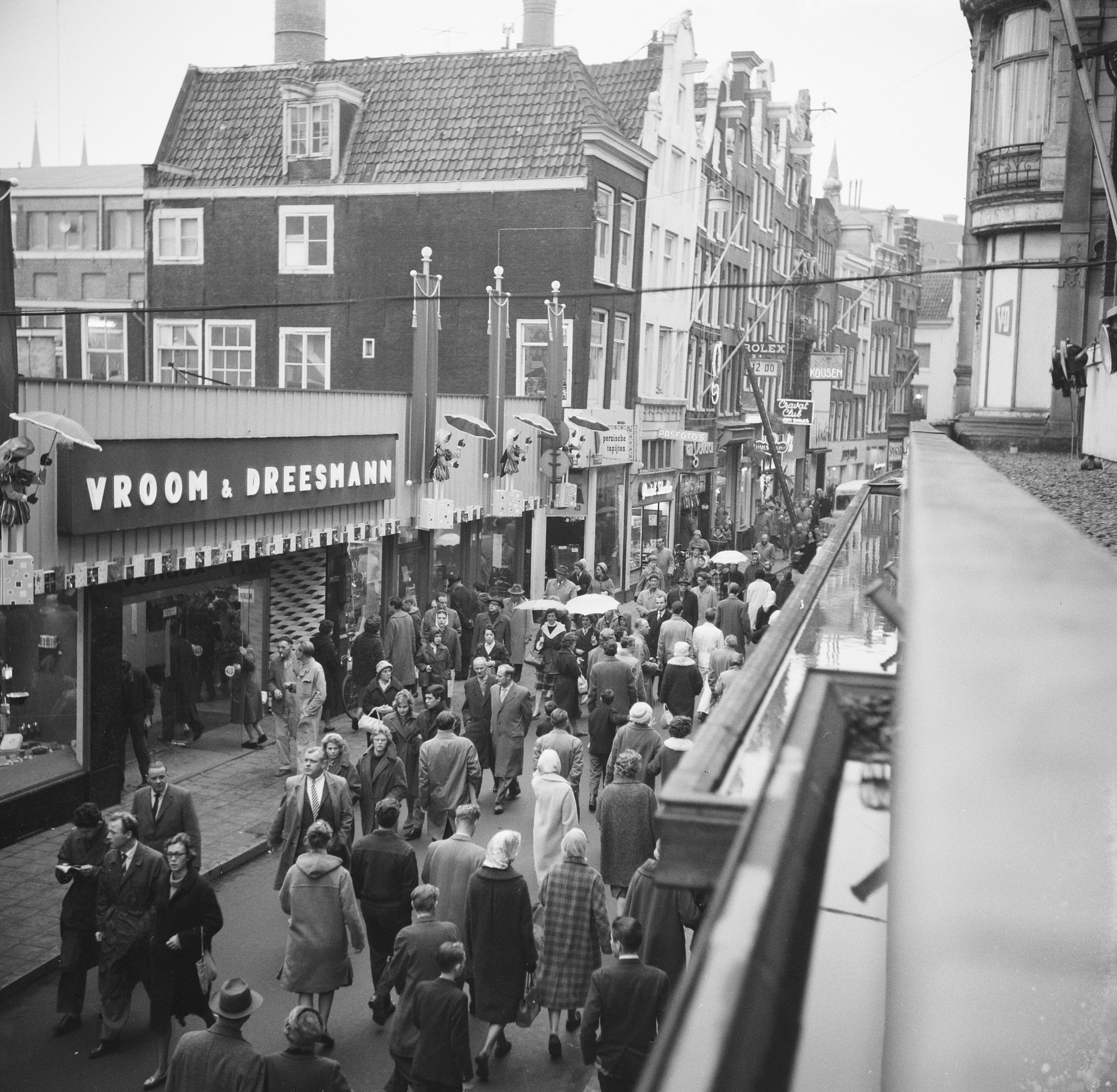
Vendexhal in 1960

Op het braakliggende terrein naast de Roxy en voor het Heiligewegbad, dat bekend stond als de Vendex-driehoek, stond aan de Kalverstraat tot de bouw van de Kalvertoren de zg. Vendexhal. Dit was een laagbouw dependance van Vroom & Dreesman tegenover de hoofdvestiging en na oplevering verhuisde naar de Kalvertoren maar begin 2015 werd gesloten.

## Kalvertoren
In 1992 kreeg architect Pi de Bruijn in samenwerking met George de Jong de opdracht van Multi Vastgoed Gouda om een winkelcentrum met bovenliggende woningen op de locatie van het Heiligewegbad te ontwerpen. Het winkelcentrum, dat Kalvertoren werd genoemd, telde 5 etages met zo’n 30 winkels en zes horecazaken, waarvan één in de 30 meter hoge glazen toren in het midden van het centrum. De bouw van de Kalvertoren in gaf een sterke impuls aan de Kalverstraat - waar nieuwbouw vrijwel onmogelijk is.
De Kalvertoren werd in 1997 geopend en kon toen rekenen op belangstelling onder retailers. Een tiental jaar later bleek het winkelcentrum geen groot succes te zijn. Op de begane grond profiteerden retailers nog van het publiek dat via de Kalverstraat binnenkwam, maar op de eerste verdieping liepen volgens Het Parool nauwelijks klanten.
De Kalvertoren samengevat:
- opdrachtgever Multi Vastgoed Gouda
- 14.750 m² commerciële ruimte
- 500 m² culturele bestemming
- 100 parkeerplaatsen in ondergrondse parkeergarage (alleen per maand te huren)
- 26 woningen
- architecten: Pi de Bruijn i.s.m. George de Jong
- bouwsom: € 14.000.000,- (excl. btw)
- datum opdracht: 1992, bouwperiode: 1995-'97.

## Kalverpassage
Eind 2014 veranderde de Kalvertoren van eigenaar. Opnieuw kreeg Pi de Bruijn met De Architecten Cie de opdracht. Nu om het winkelcentrum te herontwikkelen tot een winkelpassage.
De gevels aan de twee hoofdingangen werden opener en daardoor hoger gemaakt en voorzien van een lichtschermplafond, waardoor het winkelcentrum lichter werd en ruimer voelt. De bestrating kent nu een verloop van het de natuurstenen vloer binnen met de bakstenen van buiten, om het gebied te betrekken bij de Kalverstraat en Heiligeweg. De bovenste winkellagen zijn alleen nog te bereiken via de winkels op de begane grond. Kalvertoren heet sinds november 2017 Kalverpassage.

## Galerij

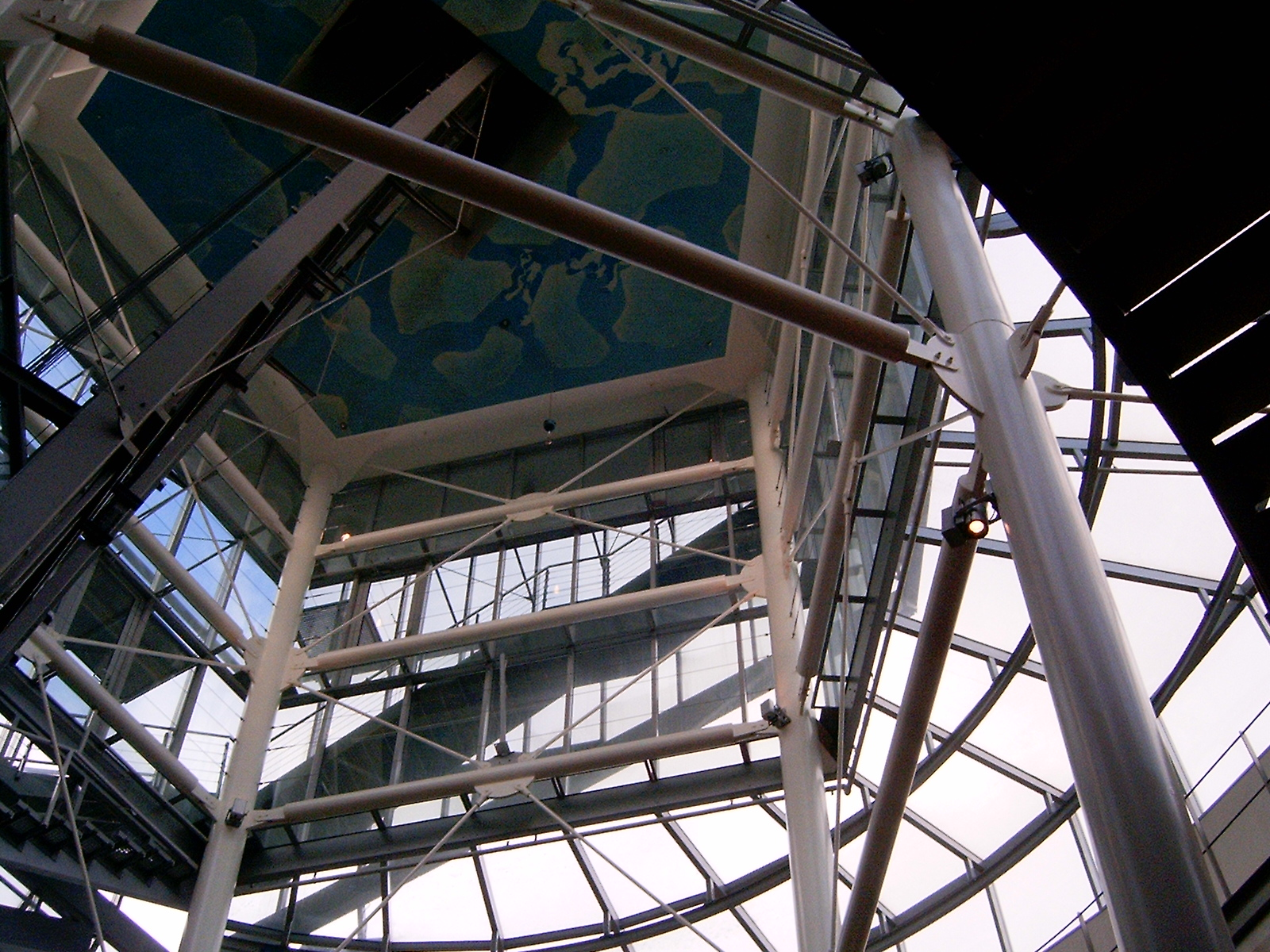
Constructie onder restaurant Blue
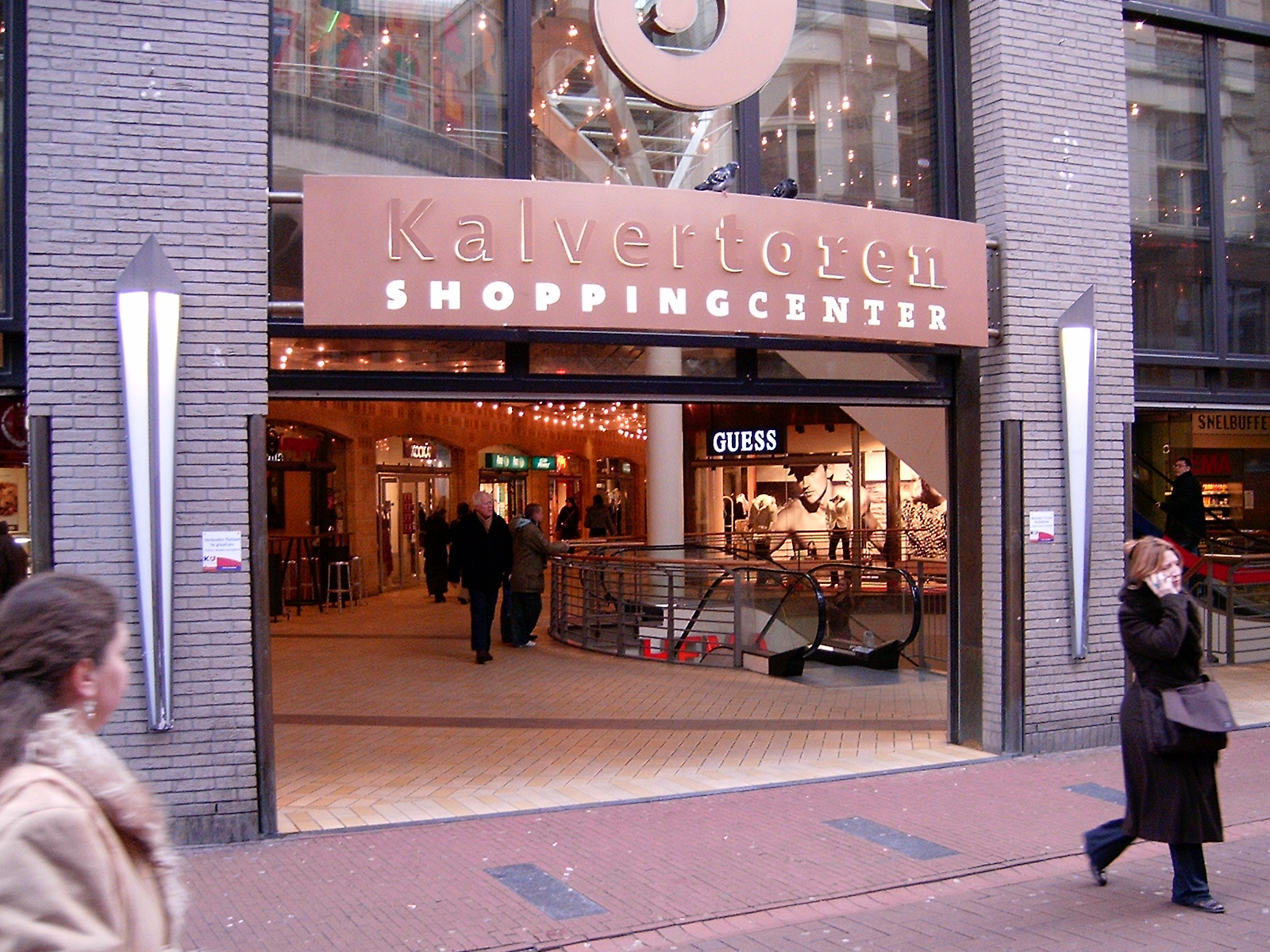
Ingang van Kalvertoren voor de verbouwing
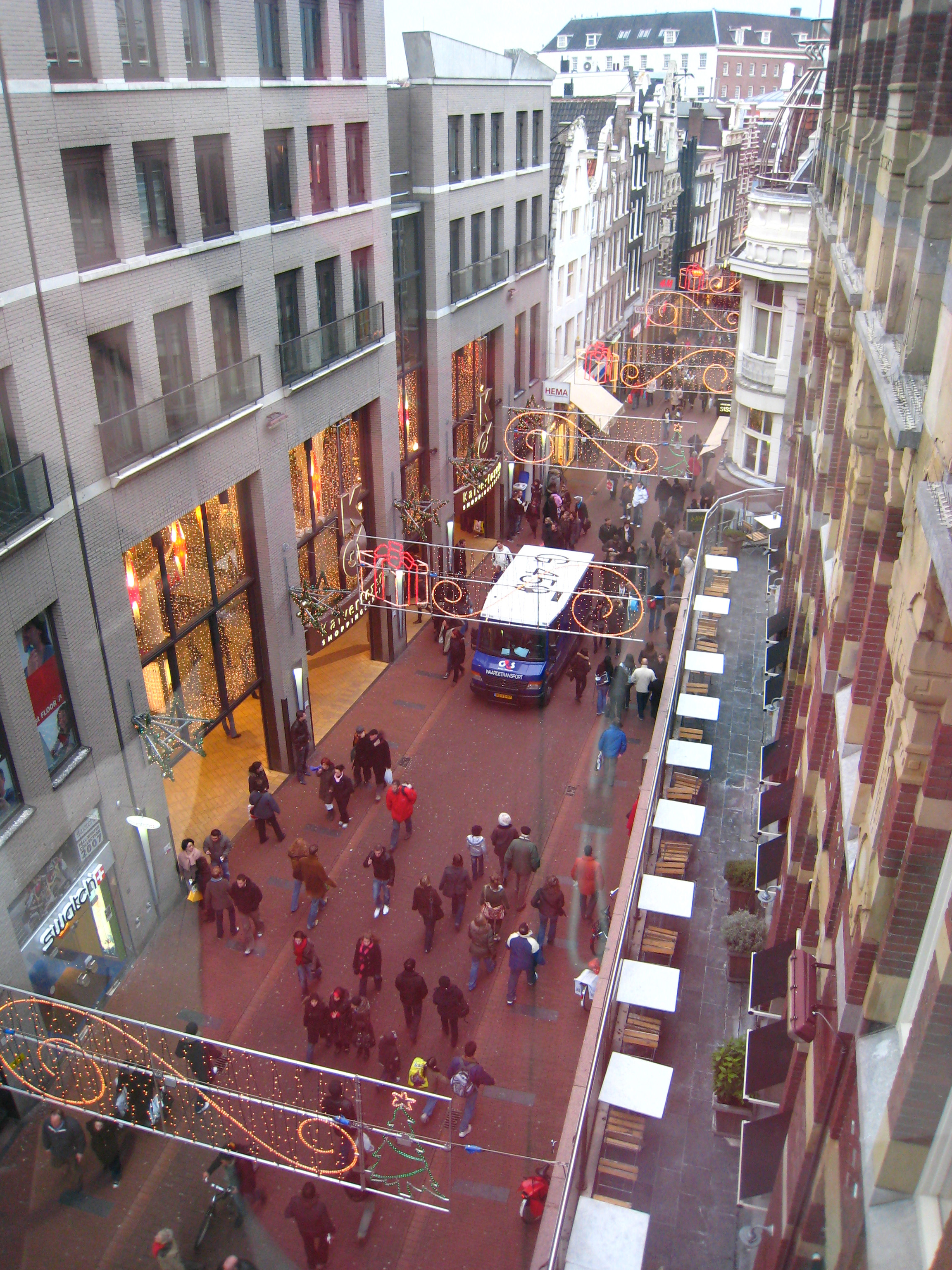
Gevel van Kalvertoren aan de Kalverstraat tijdens de feestdagen